# Closer to the Moon
Closer to the Moon é um filme de comédia dramática lançado em 2013.

## Sinopse
Para roubar um banco romeno, cinco homens e uma mulher se unem ao membros da comunidade judaica de Bucareste, o que se tornará um dos assaltos a bancos mais famosos da Europa.

## Elenco
- Vera Farmiga ... Alice
- Mark Strong ... Max Rosenthal
- Harry Lloyd ... Virgil
- Joe Armstrong ... Razvan
- Anton Lesser ... Holban
- Monica Barladeanu ... Sonia
- Christian McKay ... Yorgu
- Allan Corduner ... Flaviu
- Martin Hancock ... Prosecutor
- John Henshaw ... Juíz
- Tim Plester ... Dumi

## Recepção
Closer to the Moon teve recepção mista por parte da crítica especializada. Com base em 6 avaliações profissionais, alcançou uma pontuação de 47 em 100 no Metacritic. Em avaliações mistas, do Variety, Ronnie Scheib disse: "Se o mix de Caranfil da comédia e da tragédia parece demasiado disperso para alcançar plenamente a catarse, ele se vangloria em um sentido de humor bastante judaico, em si um testemunho curioso para o passado."
"Slant Magazine", Nick Prigge: "O escritor-diretor Nae Caranfil renuncia estranhamente os aspectos elegíacos abundantes do material factual do seu filme para um tom aproximando do efervescente."
The Hollywood Reporter, John DeFore: "[Um] semi-convencido conto ainda que agradável, contando com nomes conhecidos em um elenco que absolve-se bem, dadas as exigências da trama incomum."
The Dissolver, Mike D'Angelo: "Caranfil, que fez várias características anteriores em romeno, as lutas ao longo de encontrar o tom certo, principalmente em vão. Não há nenhuma maneira de saber se ele foi dificultado pela necessidade de ir [para o público] internacional, mas a falta geral de autenticidade do filme certamente não o faz nenhum favor."
The New York Times, Manohla Dargis: "Sr. Caranfil não consegue negociar o emaranhado da ambiguidade, tragédia e comédia sombria, embora o problema pode ser que alguém nos bastidores apenas não ver lucro em uma narrativa sem saída."
Em avaliação favorável, do New York Observer, Rex Reed disse: "É um trecho metafórico para um simples título de filme, mas não importa. Closer to the Moon ainda consegue ser uma estranha mistura de história, humor negro e arte."